# TV Fama
TV Fama é um programa de televisão brasileiro exibido pela RedeTV! de segunda a sexta-feira desde 15 de novembro de 1999. O programa exibe entrevistas e notícias de celebridades. Atualmente é apresentado por Nelson Rubens, Flávia Noronha e Leão Lobo.

## História
O TV Fama estreou em 15 de novembro de 1999, no primeiro dia de transmissão da RedeTV!, sendo apresentado por Mariana Kupfer, em um formato diferente do qual o consagrou, mostrando os bastidores de festas e eventos, saindo do ar em duas semanas. Em 17 de julho de 2000, o programa voltou ao ar sob o comando de Monique Evans e Paulo Bonfá, dessa vez focado em entrevistas e notícias das celebridades, seguindo a linha do programa estadunidense Entertainment Tonight, da CBS. Em 2001, o programa passou a ser apresentado por Nelson Rubens e Janaína Barbosa. Em 2002, Janaína deixou o programa, e em seu lugar entrou Luísa Mell, que ficou junto com Nelson até 2006. Em 2006 Adriana Lessa assume o comando do programa ao lado de Nelson.
Em 2007 entrou Íris Stefanelli para também apresentar o programa com Nelson e Adriana. Em maio de 2010 Adriana e Íris deixam o programa e são substituídas por Flávia Noronha – Íris se tornou repórter. Em 29 de junho de 2015, o programa ganha uma segunda edição antes do RedeTV! News, ficando uma edição às 19h00 e a outra às 21h30. Em março de 2021, Nelson e Flávia foram substituídos por Alinne Prado, Julio Rocha e Lígia Mendes. Júlio e Lídia deixaram o programa em 20 de maio e 7 de junho, respectivamente. Em 25 de junho de 2021 o casal Flávia Viana e Marcelo Zangrandi assume o programa junto com Alinne. Em 14 de fevereiro de 2022 Flávia foi dispensada e, em 8 de abril, Alinne deixou o programa para apresentar o matinal Bom Dia Você.
Marcelo seguiu sozinho até 27 de maio, quando foi substituído pela volta de Nelson Rubens e Flávia Noronha e a adesão do jornalista Fefito.
Em 2024 ganhou o reforço de Leão Lobo ao time de apresentadores.